# Rivière Kingham
Rivière Kingham är ett vattendrag i Kanada.   Det ligger i provinsen Québec, i den sydöstra delen av landet, 90 km öster om huvudstaden Ottawa.
Omgivningarna runt Rivière Kingham är en mosaik av jordbruksmark och naturlig växtlighet. Runt Rivière Kingham är det glesbefolkat, med 16 invånare per kvadratkilometer.